# Amperetimmätare
En amperetimmätare är ett instrument för mätning av mängden elektrisk laddning som genomflutit en ledare sedan en given tidpunkt. Instrumentet består typiskt av en strömmätare kombinerad med en styrenhet som integrerar värdet för den uppmätta strömmen i tiden. I husbilar eller båtar används en amperetimmätare ofta som en "tankmätare" för elektriska ackumulatorer. I denna tillämpning jämförs det integrerade värdet (i SI uttryckt i amperetimmar, vilket är ekvivalent med den genom ledaren transporterade nettoladdningen uttryckt i Coulomb) med ett förinställt värde för den nominella totala kapaciteten hos ackumulatorsystemet, och kan på så sätt presentera hur stor andel av den tillgängliga kapaciteten som förbrukats.
Ofta är amperetimmätaren kombinerad med en elektrisk spänningsmätare, som tillsammans med informationen om hur många amperetimmar som gått åt för ett visst spänningsfall kan karakterisera konditionen hos ackumulatorn. Amperetimmätarens strömmätare ansluts via en kalibrerad shunt mellan en av ackumulatorns poler och det omgivande systemet av strömförbrukare, samtidigt som dess spänningsmätare ansluts direkt över ackumulatorsystemets poler.